# Kjellstrøm Rock
Kjellstrøm Rock är en klippa i Sydgeorgien och Sydsandwichöarna (Storbritannien). Den ligger i den nordvästra delen av Sydgeorgien och Sydsandwichöarna.
Terrängen runt Kjellstrøm Rock är kuperad. Havet är nära Kjellstrøm Rock västerut.  Det finns inga samhällen i närheten. 